# Sulpicia de jure civitatis
La lex Sulpicia de jure civitatis va ser una antiga llei romana proposada pel tribú de la plebs Publi Sulpici l'any 88 aC quan eren cònsols Luci Corneli Sul·la i Quint Pompeu Rufus. Permetia tornar a Roma als que havien estat desterrats sense judici, i ordenava que els no ciutadans i els lliberts que havien estat repartits entre vuit tribus, es repartissin entre les 35 existents. Aquestes lleis sembla que no van arribar a estar en vigor doncs van ser fetes quan Sul·la era absent, i quan va tornar i va entrar a Roma va arrestar a Publi Sulpici i el va fer executar.